# Ménétréol-sous-Sancerre
Ménétréol-sous-Sancerre è un comune francese di 405 abitanti situato nel dipartimento del Cher, nella regione del Centro-Valle della Loira.

## Società

### Evoluzione demografica
Abitanti censiti